# Peter Mariager
Peter Mariager (23. juli 1827 i Nyborg – 7. oktober 1894 i København) var en dansk forfatter.
Mariager blev student 1848; allerede forinden havde han med forkærlighed kastet sig over zoologi og fransk, og udgav i de følgende år adskillige oversættelser af franske forfatter, ligesom han skrev en del originale digte, men efterhånden blev studiet af den klassiske litteratur — med særlig fokus på det antikke privatliv — det vigtigste for ham, og det, hvortil hans forfattervirksomhed knyttede sig. Det varede dog længe, inden han fremtrådte som original forfatter.
1859 blev han fast medarbejder ved Berlingske Tidende og virkede her til sin død, hovedsagelig som litteratur- og teateranmelder, ligesom han her skrev adskillige digte og rejseskildringer. Fra 1870'erne udgav han en række oversættelser og bearbejdelser af populære naturvidenskabelige skrifter. Først 1881 udkom hans første bind antikke fortællinger: Fra Hellas, der efterhånden fulgtes af en anselig række: Den sidste Lamia (1884), omarbejdet i dramatisk form som Sybaris (1887), Magthaverne paa Rhodos (1886), Dronningen af Kyrene (1890), Et Bryllup i Katakomberne (1893) samt Sparta (udg. af hans hustru efter hans død 1895).
Hans grundige og forstående kendskab til det græske oldtidsliv er i alle disse arbejder forenet med en smuk kompositionskunst og en fin, gennemdannet stil, så det er med god grund, at hans antikke fortællinger både i Danmark og i udlandet vandt udbredelse og anerkendelse; oversættelser foreligger på svensk, tysk, engelsk, hollandsk og græsk. I 1891 blev Mariager titulær professor ved Københavns Universitet. Han er gengivet på to silhouetter af Lung i familieeje og i træsnit af André Bork 1884.
Han er begravet på Assistens Kirkegård.